# Pierre Joliot
Pierre Joliot-Curie (París, 12 de marzo de 1932) es un bioquímico e investigador francés.

## Familia
Pertenece a una familia de notables científicos, pues es hijo de Frédéric e Irène Joliot-Curie, y nieto de Marie y Pierre Curie.Es hermano de la también investigadora Hélène Langevin-Joliot, casada a su vez con el físico Michel Yves Langevin. Michel Langevin era nieto del famoso físico Paul Langevin, que tuvo un romance en 1910 con la viuda Marie Curie, abuela de Pierre y Hélène.
Tuvo dos hijos con Anne Gricouroff, asimismo investigadora del IBPC e hija de Georges Gricouroff, profesor e investigador del Instituto Curie; Marc Joliot, investigador en neurociencia, y Alain Joliot, biólogo.

## Trayectoria
Pierre Joliot y  Anne Gricouroff mantuvieron una larga colaboración profesional, siendo autores ellos dos o en colaboración con otros investigadores de numerosos artículos científicos en el campo de la bioenergética celular.
Bioquímico e investigador del Centro Nacional para la Investigación Científica CNRS desde 1956 y su director de investigación en 1974. Fue asesor científico del primer ministro francés desde 1985 hasta 1986.
Obtuvo la cátedra de bioenergética celular (1981–2002) en el Collège de France y ahora es profesor emérito.
De 1998 a 2001 presidió el comité de ética del CNRS. Desde 1994 a 2000, fue miembro del consejo de administración de la Fundación Hugot del Collège de France.

## Obras
En 2002, publicó un libro sobre la investigación dentro de la familia Curie, La Recherche Passionnément (en español: La investigación apasionada).